# Ivan Mariz
Ivan Mariz (né le 16 janvier 1910 à Belém et mort le 13 mai 1982 à Rio de Janeiro) était un joueur brésilien de football qui évoluait au poste de milieu de terrain.

## Biographie
Il a joué toute sa carrière de milieu de terrain dans l'équipe du Fluminense FC.
Il participa également à la coupe du monde 1930 en Uruguay avec l'équipe du Brésil, sélectionné par l'entraîneur brésilien Píndaro de Carvalho.

## Palmarès

### Club
- championnat Carioca : 1

Fluminense : 1936

### Brésil
- Copa Roca : 2

1931, 1932